# Teri Austin
Teresa „Teri“ Austin (* 17. April 1957 in Toronto, Ontario) ist eine kanadische Schauspielerin und Tierschützerin.

## Leben
Austin ist die Tochter eines Fabrikdirektors und einer Hausfrau. Sie stand bereits als Mädchen in Schulaufführungen auf der Bühne und machte die Schauspielerei zu ihrem Hobby. Zunächst noch unschlüssig, sich auch beruflich voll der Schauspielerei zu widmen, wirkte sie während ihres Studiums in kleineren Theaterproduktionen einer Laientheatergruppe mit, lieh ihre Stimme diversen Radiohörspielen (beispielsweise Sex And Violance Family Hour) und fand in ihrer Tätigkeit als Moderatorin einer kanadischen Fernsehtalkshow Erfolg. Es schlossen sich Filmangebote, wie Todespoker und Vindicator (1985) an, die ihr den Weg in die Fernsehserie Unter der Sonne Kaliforniens bereiteten. Hier spielte sie die Rolle der psychopathischen „Jill Bennett“, wurde international bekannt und erhielt die Auszeichnung des Publikumspreises Soap Opera Digest Award im Jahr 1990.
Privat war Austin mit ihrem Serien-Kollegen Ted Shackelford liiert und hat sich heute der Präsidentschaft der Tierschutzorganisation The Amanda Foundation verschrieben.

## Filmografie (Auswahl)
- 1985: Todespoker (Terminal Choice)
- 1985: Ein Colt für alle Fälle (The Fall Guy, Fernsehserie, eine Folge)
- 1985–1989: Unter der Sonne Kaliforniens (Knots Landing, Fernsehserie, 89 Folgen)
- 1986: Micro-Chip-Man (The Vindicator)
- 1988: Nachtstreife (Night Heat, Fernsehserie, 1 Folge)
- 1989: Vom Gesetz entwürdigt (False Witness, Fernsehfilm)
- 1990: Zurück in die Vergangenheit (Quantum Leap, Fernsehserie, Folge Zeugin im Kreuzfeuer)
- 1990: Die Unerbittlichen (Johnny Ryan, Fernsehfilm)
- 1992: Mein Bruder Kain (Raising Cain)
- 1993: In der Hitze der Nacht (Fernsehserie, 1 Folge)
- 1993: L.A. Law – Staranwälte, Tricks, Prozesse (L.A. Law, Fernsehserie, 1 Folge)
- 1997: Diagnose: Mord (Diagnosis Murder, Fernsehserie, eine Folge)
- 1998: Baywatch – Die Rettungsschwimmer von Malibu (Baywatch, Fernsehserie, eine Folge)
- 2000: Kandidatin im Kreuzfeuer (An American Daughte, Fernsehfilm)
- 2001: Gangland L.A. (Gangland)